# Domingo Cisneros
Domingo Cisneros est né le 25 janvier 1942 à Monterrey au Mexique. C’est un métis de la nation Tepehuanes. Se définissant comme artiste guerrier, il émigre au Québec (Canada) en 1968. Il s’installe à La Macaza en 1974 où il obtient un poste d’enseignant au Collège Manitou. Par la suite, on lui confie la coordination du programme des Arts et Communication. C’est au contact de ce nouvel environnement qu’il trouve dans la forêt boréale québécoise un territoire à la mesure de sa force créatrice. Après la fermeture du Collège Manitou en 1976, il développe un concept d’Art-Aventure avec sa compagne Wanda B. Campbell.
En 1984, il réalise une première expédition artistique collective soit : Zone du silence qui réunit douze créateurs du Canada et du Mexique issus de plusieurs disciplines. En 1988, il participe à la création du collectif d’artistes Les Précambriens afin de développer le projet de Territoire culturel. L’année 1996 marque un moment décisif dans sa carrière. Son atelier-résidence brûle en quelques heures. Tout est détruit, seules ses archives personnelles entreposées à Montréal sont récupérées.
En 2000, en partenariat avec Antoinette de Robien, il fonde le collectif d’écrivains et d’artistes Groupe Territoire Culturel en Matawinie (Lanaudière, Québec). Il crée le Centre de Recherche des Arts Forestiers (CREAF) dont la mission est de constituer l’Herbier Matawin afin de documenter la flore de Lanaudière. En 2016, Domingo Cisneros publie La guerre des fleurs. Codex ferus où s’expriment 50 ans de réflexion sur la préservation de lieux sauvages. C’est un manifeste environnemental et un manuel d'enseignements pratiques et spirituels de la vie en forêt écrit par un artiste engagé. Domingo Cisneros est considéré comme le pionnier de l’art socioécologique et est salué pour sa contribution à la reconnaissance de l’art autochtone contemporain au Québec, au Canada et à l’international.

## Biographie

### Quête identitaire et engagement politique (1942 - 1974)
Domingo Cisneros est un métis dont l’ascendance maternelle est tepehuán, un nom qui signifie «habitants des montagnes» en langue nahuatl. Il est né en 1942 à Monterrey et il passe son enfance à Durango au Mexique. Son père, Eugenio Cisneros Morales, est commis voyageur au sein de l’entreprise familiale, un magasin général qui dessert les villes et villages des régions du nord du Mexique. Pendant des années, Domingo sillonne le Mexique aux côtés de son père. Cette expérience nomade du territoire est déterminante pour lui. En 1959, il s’inscrit en architecture à l’Université de Nuevo León à Monterrey. Animé d’un esprit de révolte, opposé aux valeurs bourgeoises et à l’autorité de l’état, il adhère à la philosophie de l’essayiste mexicain José Revueltas considéré comme le père intellectuel des soulèvements étudiants de 1968 au Mexique. En 1961 il fonde à Monterrey la Galeria la rabia (Galerie la rage) avec l’architecte Ricardo Lozano Ramos et une revue avec Humberto Martinez. Ils optent pour une formule proche de l’esprit dada qui s’oppose aux lieux de diffusion de l’art officiel. À la Galeria la rabia, Cisneros participe à l’organisation d’évènements irrévérencieux et festifs. Réprimandé pour ses gestes perturbateurs, il est expulsé de l’université en 1961.Dans les mois qui suivent, il réalise des courts-métrages et conçoit un ciné-club itinérant. En 1963, il s’inscrit au programme de direction cinématographique au Centre universitaire d’études cinématographiques de l’Université nationale autonome du Mexique à Mexico. Son appui au mouvement étudiant en faveur de la grève à l’UNAM en 1966 entraine son renvoi de l’établissement. Cisneros entreprend un pèlerinage où il explore les territoires du Mexique, du nord vers le sud, jusqu’au Guatemala. C’est le début d’une quête identitaire renouant avec son héritage autochtone. Il explore les propriétés géologiques et les cultures indigènes des territoires qu’il parcourt.  À Mexico en 1967, Cisneros rencontre l’écrivaine américaine Wanda Blynn Campbell. Campbell s’adonne à un militantisme politique pacifiste. Ces parents militants de gauche sont de fidèles collaborateurs de Martin Luther King. C’est sur cette base que Campbell entreprend, avec Cisneros, une collaboration qui aboutira à des projets collectifs et pluridisciplinaires. Cette rencontre façonne sur le plan intellectuel et personnel leur démarche artistique engagée. Face à la répression violente du gouvernement de Gustavo Díaz Ordaz et au massacre de 1968 à la Place des Trois Cultures à Mexico, le couple quitte définitivement le Mexique. Cisneros et Campbell émigrent au Québec le 28 décembre 1968. À leur arrivée au Québec, Campbell et Cisneros sont confrontés à une crise politique mettant en scène des indépendantistes et des fédéralistes. Ils se rangent du côté des militants pour un Québec libre et participent à diverses manifestations politiques, dont des mouvements de libération de l’Amérique latine. En1969, ils ouvrent et dirigent la librairie Ho-Chi-Minh à Montréal. Cette librairie se spécialise dans des publications internationales de gauche issues des mouvements latino-américains, de tendance anti-impérialiste. Ils publient un bulletin d’informations afin de faire connaître à l’international les enjeux de la lutte nationale menée au Québec. Toutefois, Campbell est déçue par la montée de la violence et par un nationalisme qui lui paraît clivé entre les seules communautés anglophone et francophone, oubliant les enjeux politiques liés aux Autochtones et aux nouveaux arrivants issues de l’immigration. Après les événements tragiques de la crise d’octobre en 1970, le couple est contraint d’abandonner la direction de la librairie. Cisneros et Campbell déménagent en 1974 à La Macaza, une municipalité dans la région québécoise des Laurentides.

### Le Collège Manitou à La Macaza (1974 - 1976)
C’est au Collège Manitou seul établissement d’études postsecondaires de la province de Québec dont les programmes sont axés sur l’émancipation politique et sociale des étudiants autochtones que Cisneros trouve un emploi comme professeur d’art. Son enseignement porte sur l’exploration des ressources de la forêt boréale, l’étude des matériaux naturels (ossements, fibres, coquillages, peaux, plantes, racines) et l’apprentissage de diverses techniques artisanales autochtones, tels le tannage des peaux, le perlage, le tissage. En 1975, on lui confie la coordination du programme d’Arts autochtones et de Communication. Le Collège embauche Campbell pour enseigner la philosophie de l’art et le journalisme et par la suite lui offre la coordination du programme précollégial ainsi que la publication du bulletin collégial. Pendant cette période, Cisneros acquiert une profonde expérience du territoire et une grande connaissance de sa faune et de sa flore. Il côtoie l’épinette, le pin, le sapin, le mélèze, le bouleau, le tremble, le peuplier, l’élan d’Amérique, le caribou, l’ours noir, le loup, le castor et le lièvre. Il collectionne les résidus de la chasse et, dans son atelier, redonne vie aux ossements laissés par les braconniers derrière eux. Afin de les conserver, l’artiste met au point des vernis et des agents de conservation naturels dont les recettes et les techniques sont héritées de savoirs ancestraux. Le Collège et son département en arts visuels et communication ont contribué à faire naître une passion chez plusieurs étudiants qui se sont orientés vers la pratique artistique, notamment Christine Sioui Wawanoloath, Edward Poitras et Steve McComber. Le Collège leur a permis de se libérer du regard dominant sur l’art autochtone, vu comme folklorique et figé dans un passé mythique, tout en n’étant pas cantonné dans des formes ancestrales statiques. À la suite de la fermeture du collège en 1976, Cisneros produit quelques projets sculpturaux qui s’inscrivent dans un processus spirituel de guérison. Parallèlement, lui et Campbell nourrissent l’ambition de constituer un collectif d’artistes afin de poursuivre, dans le cadre de projets artistiques et éducatifs, la vision de l’art ancrée dans une approche globale de l’environnement. Il faut souligner l'importance de l'artiste Wanda Blynn Campbell dans le développement des activités de création de Domingo Cisnéros qui, parallèlement à ses propres activités d’écriture, de musique et de performance, s’avère une collaboratrice inestimable aux plans intellectuel et professionnel, de leur rencontre en 1967 jusqu’à leur séparation en 1995. Cisneros quitte la région des Laurentides en septembre 1995, quelques mois avant l’incendie qui dévaste sa demeure.

### 1996: la foudre!
C'est dans l'ancien hôtel Kaufman, jadis un établissement de villégiature, que logent Cisneros et Campbell à la Macaza. En juin 1996, la foudre frappe le bâtiment et en quelques heures, la maison, les œuvres et l’espace de travail ne sont plus que cendre. À l’exception des archives personnelles, qui sont hébergées chez la cinéaste Mariella Nitoslawska à Montréal, la perte est totale. Alors âgé de 54 ans, après quelque vingt ans à La Macaza, Domingo Cisneros se retrouve, sans outils et sans atelier. Désemparé, il reprend difficilement ses activités artistiques en tant que sculpteur. Après l’incendie qui anéantit toute sa production, Cisneros se retire des réseaux de diffusion en arts visuels ; il ne présente que deux expositions dans des galeries québécoises, et aucune au Canada ou à l’international. L'organisme les Précambriens qu'il avait créés avec un groupe d'artistes voient s'envoler tout espoir de créer un territoire Culturel. Cisneros quitte le Québec pour disparaître plusieurs mois, en pleine rupture existentielle et personnelle. Malgré la perte totale de son œuvre sculpturale, à l’exception de ses manuscrits, tout n’est pas mort et la création d'un territoire Culturel demeure son objectif artistique. Durand cette période d’errance Cisneros mesure, à chaque étape, à quel point le concept de territoire Culturel est plus que jamais pertinent, utile et applicable dans différents points du globe.

## Activités artistiques

### Bestiaire laurentien (1974 - 1996)
Dimego Cisneros a une relation organique au territoire et au monde animal. Cet état l’amène à réaliser entre 1974 et 1996 des sculptures et des installations constituées d’assemblages de matériaux naturels recyclés et d’ossements d’animaux qui sont des résidus de la chasse. Sous le titre Le bestiaire laurentien présenté pour la première fois à la Thunder Bay Art Gallery en 1988, Cisneros rassemble 12 créatures mythiques construites à l’aide d’ossements d’animaux et de branches accompagnées de légendes mettant en dualité le monde animal et humain. Fortement engagé, il poursuit par la présentation d’une installation lors de l’exposition collective Indigena en 1991. On y voit des ossements de pattes d’orignal suspendus à un sécateur et à des poulies qui fonctionnent comme une sorte de balance mesurant le poids de la consommation, valeur dominante des économies capitalistes. Lors de l’exposition Art contemporain 1990: Savoir-vivre, savoir-faire, savoir-être au Centre international d’art contemporain de Montréal, Cisneros dresse une barricade devant son installation composée de sculptures faites d’ossements et intitulées Ululations/Ululements. Ce titre rappelle le gémissement et la plainte des oiseaux nocturnes. Dans une action performative, Cisneros entaille son bras et asperge l’installation de son sang. Souillées, les bêtes mythiques confinées derrière un barrage évoquent la douleur ressentie lors de la crise d’Oka de l’été 1990. Hochelaga, je me souviens est une installation majeure de Cisneros présentée pour la première fois en1992 à Montréal, puis l’année suivante à la Mendel Art Gallery de Saskatoon. On y voit un renard écorché et empaillé reposant sur une structure recouverte d’une peau de vache. Un brancard est suspendu depuis le plafond de la galerie par des chaînes et des madriers de bois. L’animal semble pousser un cri, un élément qui parcourt tout le travail de Cisneros depuis la rabia en passant par les trois œuvres de jeunesse intitulées El Grito de 1977, réalisées en hommage au peintre scandinave Edvard Munch. Ces œuvres visent symboliquement à rompre les chaînes de l’oppression colonialiste dont souffrent les populations autochtones d’Amérique du Nord, tout en conjurant l’éveil d’une force intérieure et d’une conscience historique. C’est ce corpus de sculptures, produit entre 1974 et 1996 dans les Laurentides, et aujourd’hui majoritairement détruit, qui vaut à Domingo Cisneros une reconnaissance des milieux de l’art contemporain autochtone et allochtone au Canada.

### Art Aventure (1984 - 1996)
L’Art Aventure, c’est la création d’œuvres en nature. Pour ce faire, il faut réunir un groupe d’artistes de toute catégorie de disciplines et organiser une expédition dans un lieu inhabité et isolé ayant des particularités géographiques et géologiques extrêmes. Le but est de créer des œuvres éphémères dont le processus est documenté. Les dimensions immersive et communautaire de cette pratique la distinguent clairement du Land Art et de l’Art environnemental. L’Art Aventure est envisagé comme une expérience existentialiste et militante qui inclut une dimension participative. Il s’agit d’une expérience de partage et de survie dans une situation d’immersion dans la réalité complexe et distincte d’un lieu géographique hors du commun. L’Art Aventure vise une transformation globale par l’art. Il attribue à l’art un pouvoir de cohésion sociale et de transformation des rapports entre l’homme et son environnement. Il vise aussi la reconnaissance culturelle d’un groupe dans un habitat primitif comme lieu vital. L’Art Aventure a donné naissance à un certain nombre de projets concrets pour lesquels Cisneros fut l’initiateur. Le premier que Domingo Cisneros organise est Zone de silence dans le désert au nord du Mexique entre décembre 1984 et janvier 1985. Cette intervention est à l’origine de la fondation en 1988 du collectif d’artistes Boréal Multimédia. Ce groupe réalise plusieurs expéditions en nature, qui sont à la fois pluridisciplinaires et pluriculturelles. C’est le cas du projet intitulé Écart:art aventure, organisé au lac Mitchinamécus à l’Extrême-Nord de la région administrative des Laurentides au Québec pendant l’été 1990. Écart vise la restauration écologique et l’immersion créatrice in situ. Le projet réunit plusieurs artistes dont le norvégien Egyl Martin Kurdol, Wanda B. Campbell, Domingo Cisneros, Silvy Panet-Raymond, Lise Labrie, Robin Poitras, Jan Swidzinski et Edward Poitras.

### Zone de silence
Zone de silence est la première expédition artistique collective d’Art Aventure et devient le prototype d'une expérience multiculturelle, existentielle et immersive. Zone de silence réunit douze créateurs issus de plusieurs disciplines et vise la réalisation d’œuvres éphémères dans un milieu inhabité, choisi pour ses particularités géographiques et géologiques. Les participants sont Domingo Cisneros, écrivain et artiste en arts visuels mexicain et canadien, Wanda B. Campbell, écrivaine canadienne d’origine américaine, Silvy Panet-Raymond, chorégraphe, danseuse et professeure, Richard Martel, artiste québécois en arts visuels, Lise Labrie, sculpteure québécoise, Jeanne MacDonald-Poirier, poète d’origine nehiyawak et québécoise, Carlos Majul, photographe et cinéaste mexicains, Norbert Ruebsaat, poète-écrivain canadien d’origine allemande, Hildegard Westerkamp, compositrice canadienne d’origine allemande, Gloria Cano, historienne mexicaine et Francisco García Pérez, artiste visuel et poète mexicain ainsi que les enfants des participants. À ce groupe pluridisciplinaire, plurilingue et pluriculturel, se joint ponctuellement le trio U. Calitkay, formé des musiciens de Durango, Felipe Palacio, José Gamiz et Jesus Baraza. Cette expérience artistique se déroule pendant un mois en plein désert du Mexique, à l’intersection des états de Chihuahua, Durango et Coahuila. Autour du solstice d’hiver en décembre 1984 et janvier 1985, les artistes réalisent des œuvres collectives et d’autres individuelles : photographies, installations éphémères, une trentaine d’heures d’enregistrement audio, vidéo et de film super-8, de la poésie, des performances et des textes littéraires. Par la suite, l'événement La zone du silence est présentée dans trois expositions. Les artistes publient un catalogue avec l’appui du ministère des Affaires culturelles du Québec. La Galerie du Musée à Québec accueille l’exposition La zone du silence en 1985. L’année suivante, en 1986, la Galerie de l’École d’art d’Ottawa présente La zone du silence : aventure artistique. La création d’objets et l’expérience de création isolée cèdent ici à une vision décentralisée et basée sur une approche inclusive de l’art qui se fait et se vit. Selon l'historienne de l'art Édith-Anne Pageot, « le projet Zone de silence peut sans doute être rapproché d’une vision alternative de l’art contemporain soit l’idée que l’art a une vocation sociale capable de relier des communautés ».

### Territoire Culturel et Centre de Recherche et d'Expérimentation des Arts Forestiers (2000 -)
En 2000, Cisneros en partenariat avec sa conjointe Antoinette de Robien fonde le collectif Groupe Territoire Culturel qui regroupe des écrivains et des artistes de la Matawie (Lanaudière, Québec) et le Centre de Recherche et d’Expérimentation en Arts Forestiers. Le CREAF est engagé dans la recherche de solutions durables et originales face aux défis que posent la crise forestière au Québec et les difficultés pour les milieux ruraux d’avoir accès à des équipements culturels de qualité. Il s'agit d'un laboratoire en nature qui propose l'invention de nouvelles formes d'art et d'artisanat issues de la forêt, qui est omniprésente en Matawinie. Le CREAF semble tout droit sorti des expérimentations de Domingo Cisneros et de son obsession à faire naître, parallèlement à ses œuvres, des formes d’art populaire, à partir des ressources naturelles d’une région. C’est dans ce cadre qu’il réalise l’Herbier Matawin, constitué à la manière d'un codex et consacré à la flore sauvage de la région de Lanaudière et à ses possibles utilisations artistiques. La démarche implique l'expédition, l'enquête, la collecte, l'observation, la conservation et l'inventaire des ressources forestières. Poursuivant ses recherches, il fabrique des produits artisanaux à partir des déchets et résidus de l’exploitation forestière, dont la tisane Annedda, des chocolats aromatisés, des torches, de l’argile végétale. Le CREAF dispose d'un système d'archivage électronique des connaissances recueillies. Ce système d'archivage, entièrement numérique et disponible en ligne, se déploie en collections thématiques et inclut l'Herbier Matawin.  Il réalise parallèlement quelques installations in situ, comme Parole de Lauzes en 2001 aux monts d’Ardèche en France, de Mineralis en 2003 au Mont-Saint-Hilaire au Québec et en collaboration avec l’artiste visuel innu Sonia Robertson, Wampum en 2008 dans le cadre du 400e anniversaire de la ville de Québec.
Selon l’artiste Lise Létouneau de l’organisme Les Précambriens, « un territoire culturel permet la création d'œuvres avec des matériaux issus de la nature et a le potentiel de devenir un grand musée à ciel ouvert ».  Les artistes pourraient s’y installer temporairement pour créer en plein air. Les amateurs, les familles, les curieux pourraient quant à eux s’initier à l’art nature et essayer de créer leurs propres œuvres. Le territoire culturel a une vocation éducative et écologique. Mais pour Domingo Cisnéros c’est plus que cela! Pour lui, un territoire culturel, c’est un projet de vie, un projet d’art socioécologique. C’est-à-dire un combat qui propose, au-delà de sa dimension artistique, une quête environnementale, liée aux aléas géographiques, politiques et humains. Une œuvre en soi, grandeur nature, un défi nécessaire, un espace virtuel à la recherche d’un ancrage dans le paysage, aux multiples conséquences sociologiques, tant sur les plans communautaires et territorial qu’identitaire. Une quête de réconciliation entre nature vierge et impact anthropique, dans différentes régions du monde, mais encore plus dans la forêt boréale.
À l’automne 2008, l’Atelier québécois de géopoétique La Traversée, s’est associée avec l’organisme Territoire Culturel, pour réaliser son huitième atelier nomade, axé sur le thème du végétal. L’objectif était d’explorer les plantes et les mots, de mettre les sens à l’épreuve, de palper les écorces, les feuilles et les mousses, de capter les couleurs et les sons de la forêt et par la suite de confectionner des mets, des objets, des textes, des dessins, des cartes, autrement dit de donner libre cours à la créativité. À la suite de discussions avec Domingo Cisneros, ils ont décidé d’expérimenter les arts forestiers à partir d’une plante sauvage, la Verge d’or, considérée au Québec comme une mauvaise herbe. Elle pousse surtout dans les terrains vagues, en bordure des routes ou dans les champs. De cet atelier de quatre jours est issue une œuvre collective intitulée Derrière l’écorce, réalisée par une trentaine de personnes réunies dans un esprit transdisciplinaire : des géographes, des écrivains, des artistes, des enseignants et des étudiants. Elle contient des poèmes, des essais, des récits, des fragments, des photos, des dessins, une Verge d’or séchée et une autre numérisée.

## Publications
- 1995, Le bestiaire laurentien, éditeur: Les Précambriens, 49 pages,  (ISBN 298-0-457-205)
- 2016, La guerre des fleurs - Codexferus, éditeur: Mémoire d'encrier, collection: Récit, 158 pages,ISBN 978-289-712-408-3

- 2025, La Coyota, éditeur: Mémoire d'encrier, collection: Récit, 7 mai 2025, 254 pages,  (ISBN 978-2-89712-978-1)

## Distinctions
Premier récipiendaire du Grand Prix de la culture des Laurentides en 1990
Doctorat honoris causa de l’Université du Québec à Montréal pour sa contribution à l’art contemporain, 2018. L’Université veut souligner la contribution centrale de cet artiste à la reconnaissance de l’art autochtone contemporain au Québec et au Canada, de même que son important rôle de mentor auprès de toute une génération de créateurs autochtones.